# Мюгельн
Мюгельн (нем. Mügeln) — город в Германии, в земле Саксония.
Подчинён административному округу Лейпциг. Входит в состав района Северная Саксония. 
Населенный пункт стал известен как бывший центр епископства Мейсенского, а в XIX в. благодаря узкоколейной железной дороге, станция которой в Мюгельне когда-то считалась одной из крупнейших станций узкоколейных железных дорог в Европе. 
Население составляет 5913 человек (на 31 декабря 2018 года). Занимает площадь 23,06 км². Официальный код — 14 3 89 210.

## География

### Географическое положение
Мюгельн расположен в долине Дёльниц на западном краю Ломмацшер Пфлеге - холмистой местности с плодородными почвами, где ведется интенсивная сельскохозяйственная деятельность. Через город протекает небольшая речка Дёльниц. К северу от города начинается лес Вермсдорф - лесной массив, который простирается до Дахенской пустоши.

### Ближайшие населенные пункты
Непосредственно примыкающими муниципальными образованиями являются (по часовой стрелке) город Ошац,  поселения Наундорф, Острау в округе Средняя Саксония и Вермсдорф.

### Районы города
| - Мюгельн - Абласс - Бадериц - Бернтиц - Гаудлиц - Глоссен - Граушвиц - Кеммлиц - Лихтенайхен - Люттниц | - Марис - Небицшен - Нойбадериц - Нойзорнциг - Нидергозельн - Окриц - Отч - Пашковиц - Поммлиц - Поппиц | - Квербич - Ремза - Шланчвиц - Шлебен - Швета - Seelitz - Зорнциг - Ветиц - Зевертиц - Чанневиц |

### Климат
Мюгельн с его влажным климатом находится в прохладно-умеренной климатической зоне, но переход к континентальному климату заметен. Ближайшая метеостанция расположена в соседнем городе Ошац, другие находятся в Торгау и Дрездене. Средняя температура воздуха в Мюгельне составляет 8,6°С, годовое количество осадков - 572 мм.

## История

### Значение и изменения топонима
Название города происходит от сорбского mogyla, что означает "холм" или "курган". Суффикс -n- (Mogyl-n-) образует значение "поселение возле кургана".
На протяжении веков написание было различным, но уже в 1590 году появилось современное название Мюгельн (Mügeln).
Написание в различных источниках: 984 г. -  Mogelin(i), 1003 г. - Mogilina, 1161 г. - Sifridus de Mugelin, 1185 г. - Moglin, 1198 г. - Mugelin, 1254 г. - Mogelin, 1319 г. - Mugelin, 1358 г. - Mugelyn, 1551 г. - Mogelln, 1555 г. - Mögeln, 1590 г. - Mügeln.

### История города

#### Первое поселение
Доказано, что первое поселение не территории Мюгельна существовало уже в 3000-900 гг. до н.э. на месте современной улицы Поэтенвег (Poetenweg). В 1994 году во время раскопок были найдены остатки пяти домов. Эти дома, вероятно, имели двускатные крыши и были построены из деревянных столбов, переплетенных ветками. Одновременно были найдены фрагменты тонкостенной керамики. На их черной внешней поверхности нанесены узкие горизонтальные или короткие вертикальные штрихи и треугольники. Эти украшения позволили датировать основание поселения относительно поздним бронзовым веком.

#### Первое письменное упоминание Мюгельна, Средние века

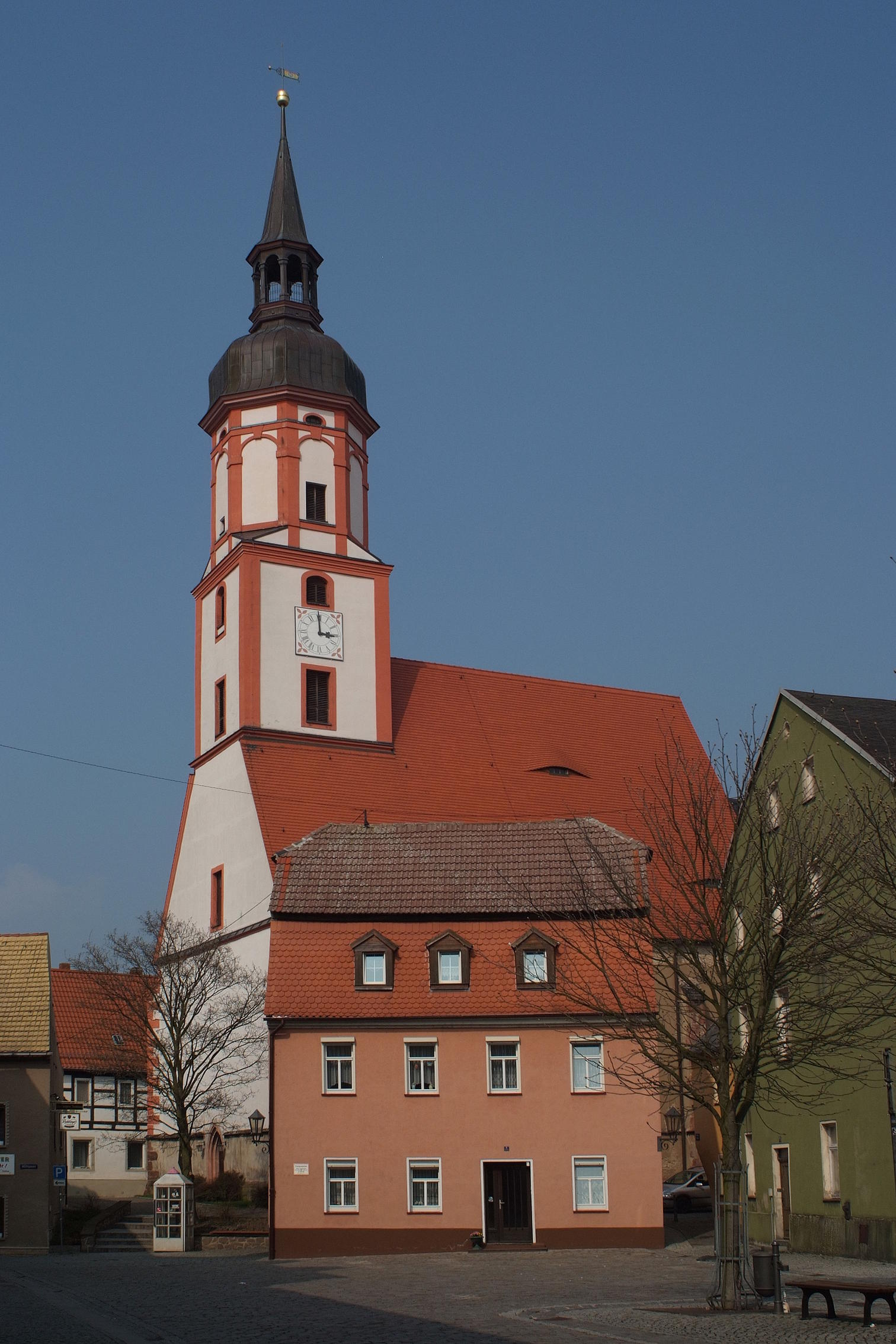
Церковь св. Иоанна

Мюгельн впервые упоминается в письменных источниках в 984 году, когда будущий первый король Польши, герцог Болеслав Богемский, со своим войском сопровождал Генриха Строптивого через районы Нисан и Далеминциен в Мюгельн. В то время окрестности Мюгельна были все еще заселены преимущественно славянами. Когда в 1003 г Болеслав подверг город Штрела и Ломмацшер Пфлеге разрушениям и поджогам, он также был у ворот Мюгельна. Согласно легенде, жители Мюгельна предотвратили разрушение города хитростью, обещав быть верными польскому королю и вечером добровольно прибыть к его лагерю. Болеслав же не смог осуществить свои последующие планы мести из-за восстания на Эльбе, ему вместе с войском пришлось уйти. Болеслав умер 17 июня 1025 года.
В 1063 году Мюгельн перешел во владение епископа Мейсенского, пожалованный ему императрицей Агнесой. Пожертвование подразумевало землю и все связанные с нею права пользования. Первоначально правосудие на этой земле оставалась в руках императоров и перешло к епископу Мейсенскому лишь приблизительно 200 лет спустя с документальным подтверждением. В 1135 году была построена старомюгельнская церковь св. Марии (Altmügelner Marienkirche), которой по случаю ее освящения были преподнесены земли, пожертвованные в 1064 году. Доход с них был пожалован епископу Мейсенскому. В 1161 году упоминаются правители Мюгельна, которые, вероятно, уже в XI в. получили земли вокруг Фестенберга в качестве королевского дара. Зифрид де Могелин (Sifridus de Mogelin) был упомянут в качестве свидетеля передачи виноградника часовне  св. Эгидия в Майсене, где он поставил свое имя сразу после имени адвоката Мейсенского. В 1198 году некий Гербранд фон Могелин (Gerbrand von Mogelin) был упомянут в связи с земельным участком в Кольме, а в 1216 году имя Зигфрид фон Мюгельн (Siegfrieds von Mügeln), а также его возраст и его бывшее дворянское происхождение были упомянуты в документах мейсенского маркграфа Дитриха. Монастырю Зорнцига в 1218 году была передана часовня, таким образом часовня впервые упоминается в связи с Фестенбергом. В 1232 году епископом Генрихом I Мейсенским была построена мюгельнская церковь св. Иоанна, строительство которой считается завершением запланированного строительства немецкого Мюгельна. Право на собственную ярмарку Мюгельн получил в 1256 году. Епископ Конрад Мейсенский указал, что мейсенскому епископату ежегодно должны передаваться по 6 марок.

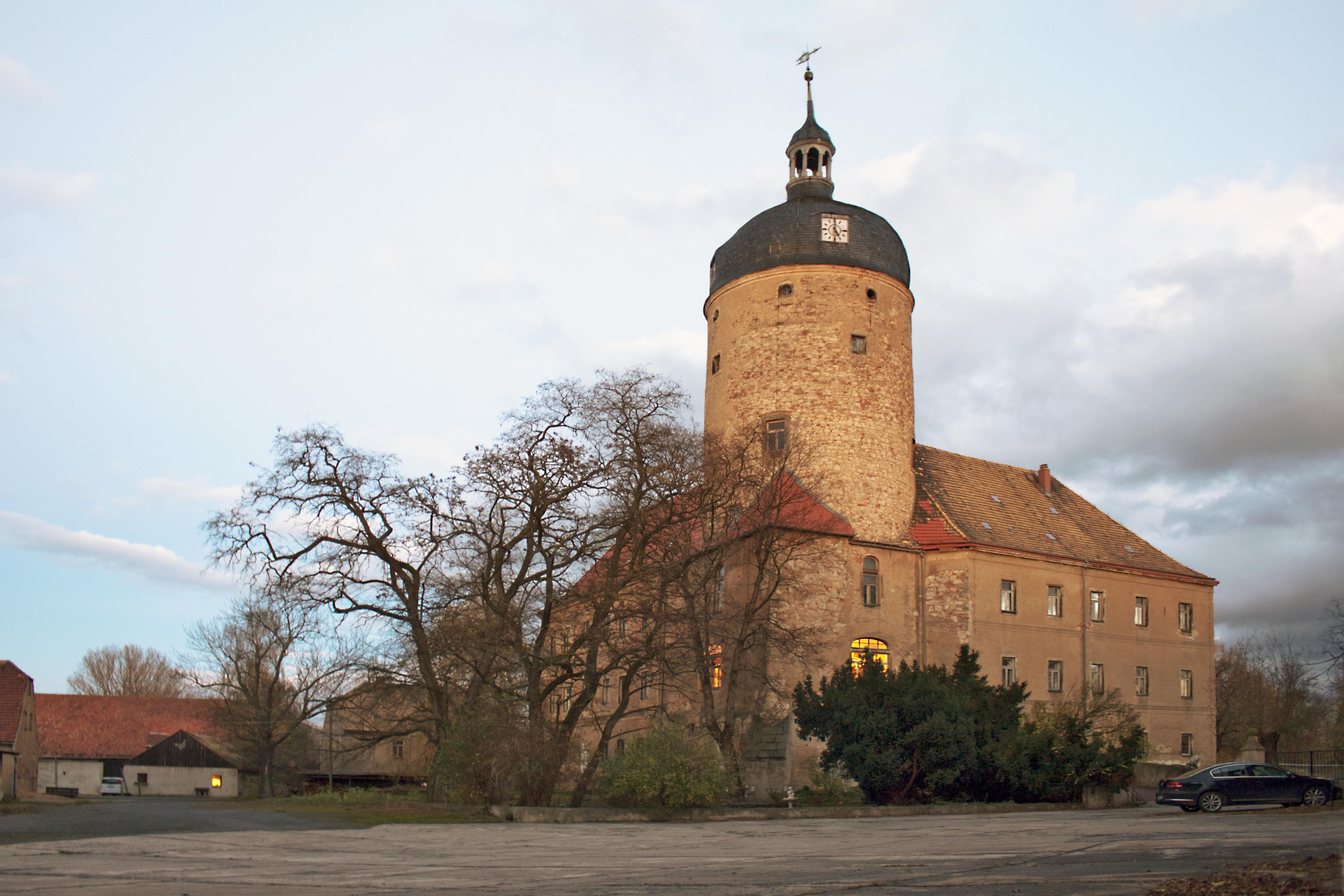
Замок Руеталь

В 1259 году скончался Зифрид де Могелин (Sifridus de Mogelin), который был самым влиятельным и богатым префектом Мюгельна. Во время своего правления он построил Фестенберг с укреплениями, а также часовню св. Урсулы, а в 1241 году основал монастырь бенедиктинского ордена Мариенталь в Зорнциге. Замок Руеталь был построен в 1261 году. 26 марта 1278 года Альберт, граф Бренский, пожаловал юрисдикцию над городом Мюгельн епископу Мейсенскому. В 1288 году Мюгельн был назван сivitates, что можно рассматривать как упоминание городского закона. В 1311 году проректор и капитул Мейсенского университета подробно изложили положения, касающиеся распределения индивидуальных льгот и связанных с ними обязательств в Мюгельне. Использование сорбского языка было официально запрещено в 1325 году. Около 1340 года в книгах по истории появляется Генрих фон Мюгельн. Он был автором средневерхненемецких песен, стихов, басен, исторических повествований и изречений. В качестве миннезингера он выступал при дворах правителей Австрии, Богемии и Венгрии. В 1350 году Конрад фон Рохлиц передал епархии Мейсен все имущество, которые получил от епископа Мейсенского как сеньора, чтобы содержать капеллана в мюгельнской часовне св. Варвары. Он был последним епископским верховным судьёй в Мюгельне. Около 1373 года впервые были упомянуты городские укрепления Мюгельна, а в 1395 году епископ Иоанн III пожертвовал городу дворец наместника для использования в качестве ратуши. Он назначил первого мэра Мюгельна и шесть советников. Город получил епископский герб в качестве эмблемы. В 1414 году был впервые засвидетельствован устав городского совета. 
В 1429 году часть города была разрушена при вторжении гуситов, которые сожгли и опустошили также соседние города и деревни. При вторжении, разумеется, многие жители были убиты. Часто встречающееся мнение, что Мюгельн был уничтожен гуситами еще 1428 году, вытекает из в целом ошибочной фидлеровской концепции и, согласно более поздним исследованиям, устарело.

#### Новое время

Карл V в битве при Мюльберге, портрет работы Тициана.

В 1542 году в Мюгельне прошла первая протестантская служба. В 1556 году епископ Иоанн Мейсенский представил новую, измененную редакцию законодательства города Мюгельн. Кодекс из 24 пунктов, некоторые из которых были разработаны очень подробно, касался наследственного права, права собственности и семейного права. За ними последовали еще 10 пунктов, относящихся к городскому порядку.

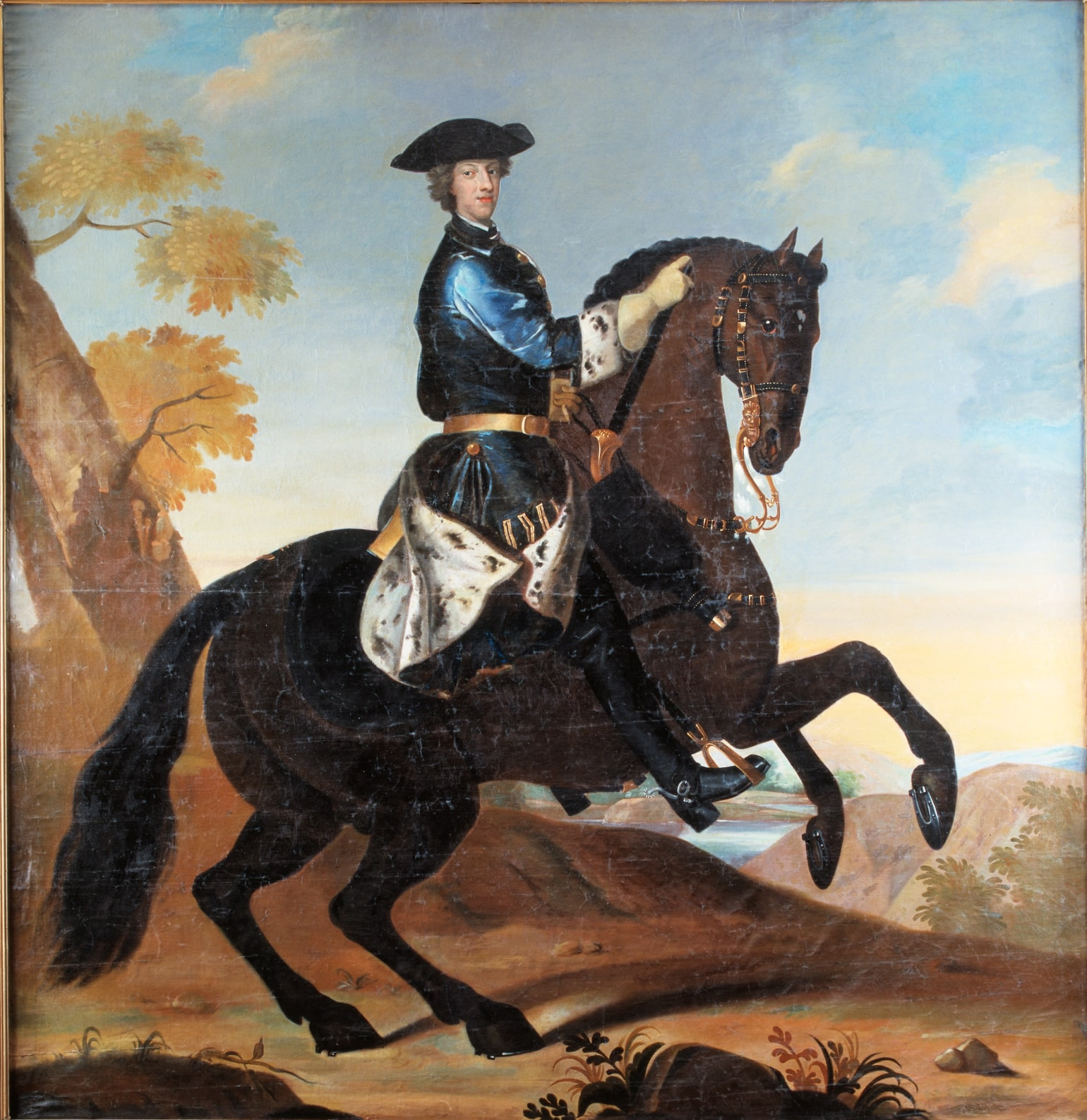
Карл XII Шведский.

Во время войны со Шмалькальденской лигой в 1547 году император Карл V вступил в битву при Мюльберге, проходя через Мюгельн, из этой битвы он 24 апреля 1547 года вышел победителем и таким образом выиграл войну. В 1561 году епископ Иоанн IX фон Хаугвиц пожаловал городу право церковного сопровождения и право моста. Епископ Иоанн IX, последний католический епископ Мейсенский и в то же время проректор Наумбургский, перешел в протестантизм в 1581 году. Он жил в Мюгельне и получил замок Руеталь, которому дал это название, а также бывший монастырь Мариенталь в Зорнциге в качестве ренты. В 1572 году он превратил старый замковый комплекс в Мюгельне в современный дворец. Скончался он в 1595 году. Год спустя, в 1596 году, Мюгельн перешел под управление саксонских курфюрстов.
После того, как граждане Мюгельна смогли отразить несколько нападений шведов в Тридцатилетней войне, город был наконец разграблен войсками шведского полковника Тёбица. Однако в тот же период из примерно 700 на тот момент жителей большинство стали жертвами чумы. Только 67 жителей города пережили великую эпидемию. Во всем церковном округе Мюгельна погибло около 1000 человек.

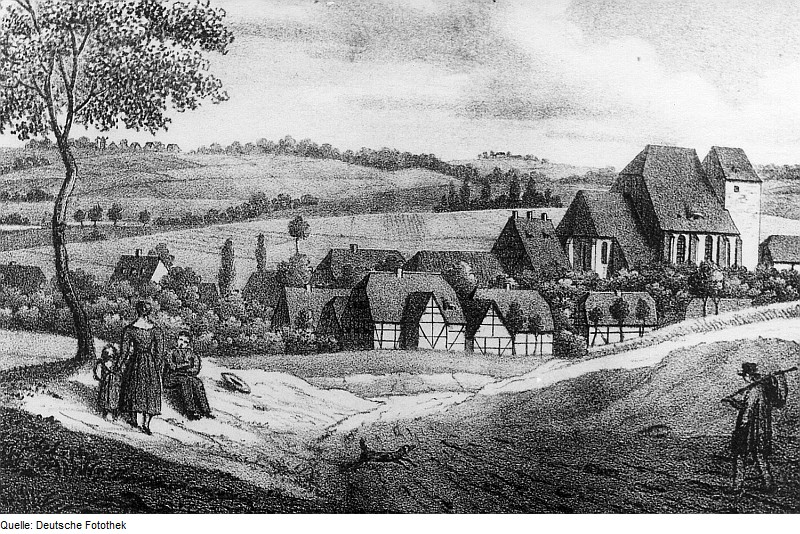
Альтмюгельн, вид на город в 1830 году.

В 1629 году Мюгельн затронуло преследование ведьм. Один человек попал под суд по делу о колдовстве и был приговорен к изгнанию из страны. В округе Альтмюгельн плотник Пауль Рихтер попал под суд по делу о колдовстве в 1645–1648 годах.
24 ноября 1690 года в Мюгельне и его окрестностях произошло землетрясение, в результате которого два дома были повреждены, часть мебели в замке развалилась, а колокола звонили сами по себе. После Альтранштедтского мира в 1707 году в замке Руеталь размещался шведский король Карл XII.  В 1735 году городские привилегии были расширены судом высшей инстанции и наследственным судом от имени курфюрста. В 1831 году усадьба и замок стали собственностью курфюрста Саксонского. Сельское хозяйство осуществлялось арендаторами. В замке располагались службы юстиции и аренды. В 1834 году были снесены последние городские ворота и открыта школа для девочек. После административной реформы в 1836 году округ, объединявший Мюгельн и Зорнциг, состоял из 55 деревень. В 1844 году, после установки пробного фонаря на Мюгельнер Маркт годом ранее, было введено городское уличное освещение.

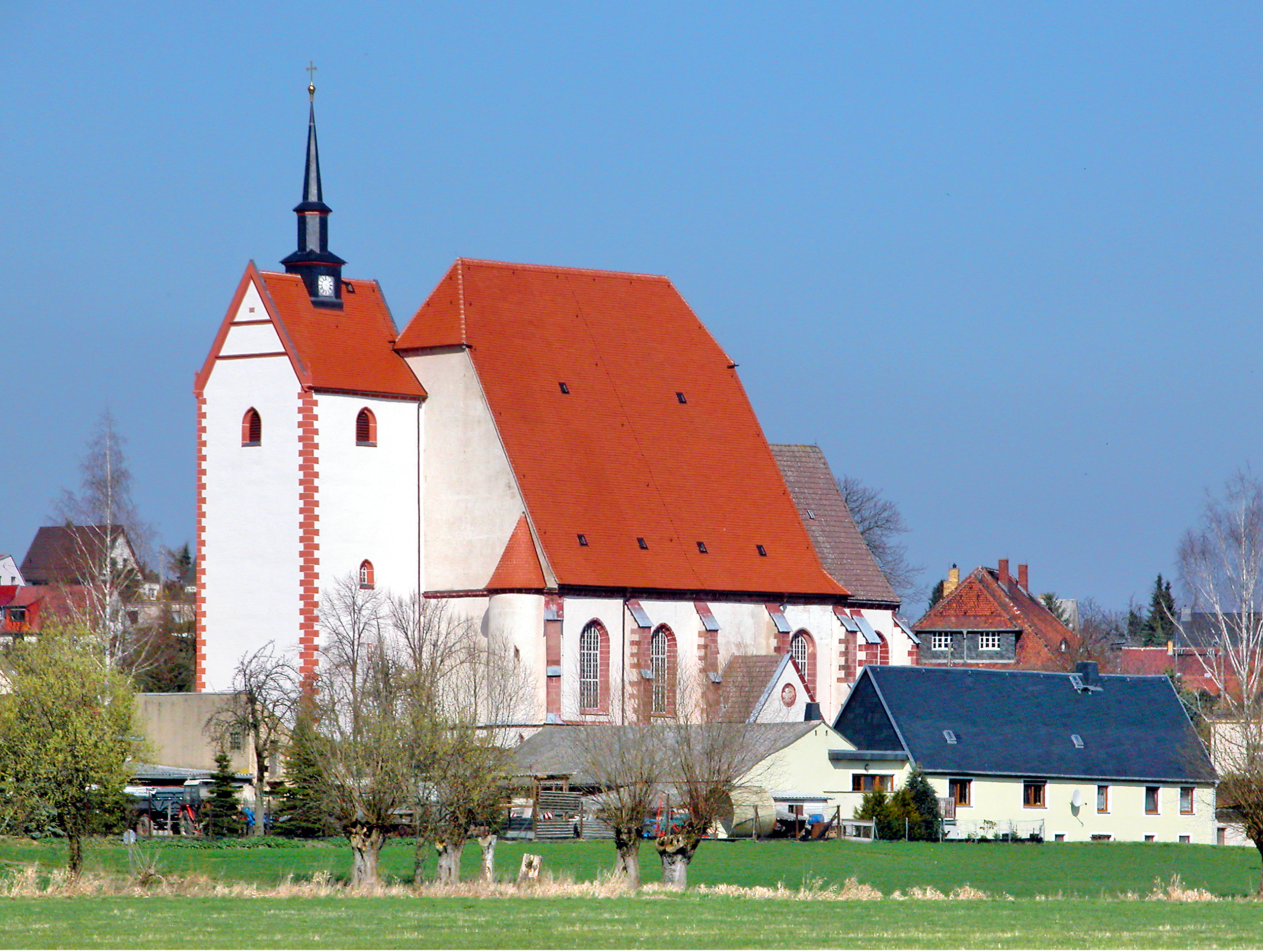
Мариенкирхе, Альтмюгельн

После того, как вопрос о создании сберегательного банка в Мюгельне начал обсуждаться уже с 1849 года, в 1852 году он стал медленно организовываться и 12 января 1853 года был открыт. В первый банковский день было внесено более 1200 талеров. В 1869 году была произведена реставрация городской церкви, церковь была вновь открыта 2 января 1869 года. Стоимость реставрации составила 5200 талеров; кроме того, 2300 талеров поступило на новый орган и 1000 талеров - на новые колокола. В 1875 году Мюгельн вошел в состав Ошацкого района. В 1884 году Мюгельн был соединен с соседними городами узкоколейной железной дорогой Ошац - Мюгельн - Дебельн. Колея этой линии имела ширину 750 миллиметров, линия эксплуатировалась Королевской саксонской государственной железной дорогой. В 1888 году была открыта узкоколейная железная дорога Мюгельн - Найхен. Эта так называемая "Мюгельнская сеть" (Mügelner Netz), которая включала и другие маршруты, проложенные впоследствии, принесла региону некоторый экономический подъем. После того, как в 1889 году был разработан проект нового водопровода в Мюгельне, водопровод был введен в эксплуатацию 21 июля 1891 года, заменив старую систему деревянных труб. Городская телефонная сеть была введена в действие 20 июля 1899 года и насчитывала более 200 абонентов.

#### XX век
3 мая 1911 года была открыта новая районная больница Фонда короля Альберта. В том же году в Мюгельне был создан центр лечения туберкулеза. Год спустя было завершено подключение Мюгельна к региональной электросети  с центром в Грёба, также была введена в действие местная городская электросеть.
Первая мировая война началась в 1914 году, на этой войне погибло 113 жителей города. В их честь на Мюгельнском кладбище был установлен мемориал. 21 июня 1917 года самый маленький из трех колоколов городской церкви Мюгельна был снят и передан на военные нужды. Как и на среднем колоколе, на нем был портрет Мартина Лютера, а также надпись на одной из сторон: "Пожертвовано общиной 10 ноября 1883 года". С другой стороны была надпись: "Когда я звоню, я слышу свой голос". Этот колокол был отлит к 400-летию со дня рождения Мартина Лютера 10 ноября 1883 года и был вместе со средним колоколом был воссоздан из металла трех старых колоколов. Новый третий церковный колокол был заново отлит только в 1927 году за счет пожертвования частного лица Пауля Мюллера.

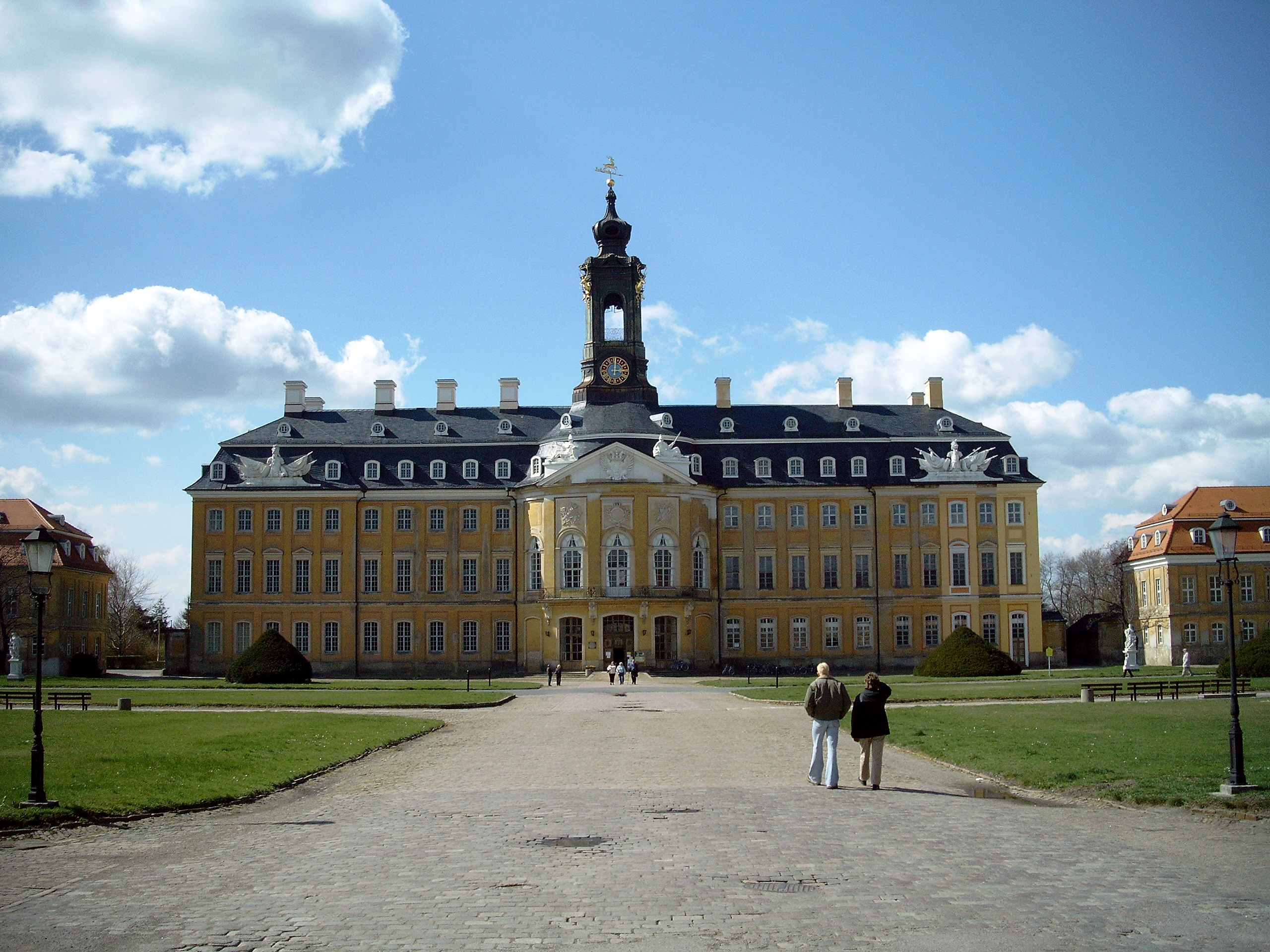
Замок Губертусбург в Вермсдорфе

После того, как в начале марта 1933 года нацисты пришли к власти, 20 марта 1933 года в Мюгельне штурмовиками совместно с жандармерией были проведены массовые обыски. Было конфисковано много литературы, около 50 человек были арестованы. В начале апреля 1933 г. были произведены новые аресты, а 10 апреля коллегия городских советов была реформирована на основе закона «Об унификации земель с рейхом». Вторая мировая война, начавшаяся в 1939 году, также повлияла на Мюгельн. В 1940 году горожан попросили экономно расходовать уголь. Уголь можно было использовать только там, где не было возможности использовать другие виды топлива. В том же году несколько сотен переселенцев прибыли в Мюгельн из Бессарабии на Чёрном море после оккупации этой территории Советской Армией в результате пакта Молотова — Риббентропа, заключенного в 1939 году. Около 4800 возвращающихся мигрантов были размещены в тогдашнем округе Ошац, большинство из них размещались в замке Губертусбург в Вермсдорфе. 
Во время Второй мировой войны погибло более 200 жителей Мюгельна. Кроме того, множество женщин и мужчин из Советского Союза, Нидерландов, Польши, Латвии и Италии были убиты в Мюгельне и его окрестностях, доставленные туда на принудительные работы и в качестве военнопленных  В конце апреля 1945 года американское подразделение заняло город, 5 мая его сменили советские войска. За этим последовало формирование советского местного командного управления и формирование новой городской администрации, в которой также были представлены вновь сформированные политические партии. В суровые зимы 1945–1947 годов возникли большие трудности с обеспечением города необходимыми продуктами питания и топливом. В 1959 году муниципалитеты Альтмюгельн, Крелленхайн, Шлагвиц и Бернтиц-Шлатиц были включены в город Мюгельн. 
С 1968 по 1975 год участки узкоколейной железной дороги постепенно закрывались - сначала между Мюгельном и Дёбельном, а затем между Мюгельном и Вермсдорфом. После 1975 года маршрут использовался только для грузовых перевозок. В 1978 году мюгельнская почтовая колонна была перенесена на Шульплатц (Schulplatz). В рамках фестивальной недели 1984 года, посвященной 1000-летию первого упоминания Мюгельна и 35-летию ГДР, в городе прошло более 40 культурных и спортивных мероприятий. Более 30 фасадов домов заблаговременно были реконструированы. «Дикий Роберт» до 7 октября несколько раз в день ходил через Ломмацшер Пфлеге.

#### Мирная революция и последующий период

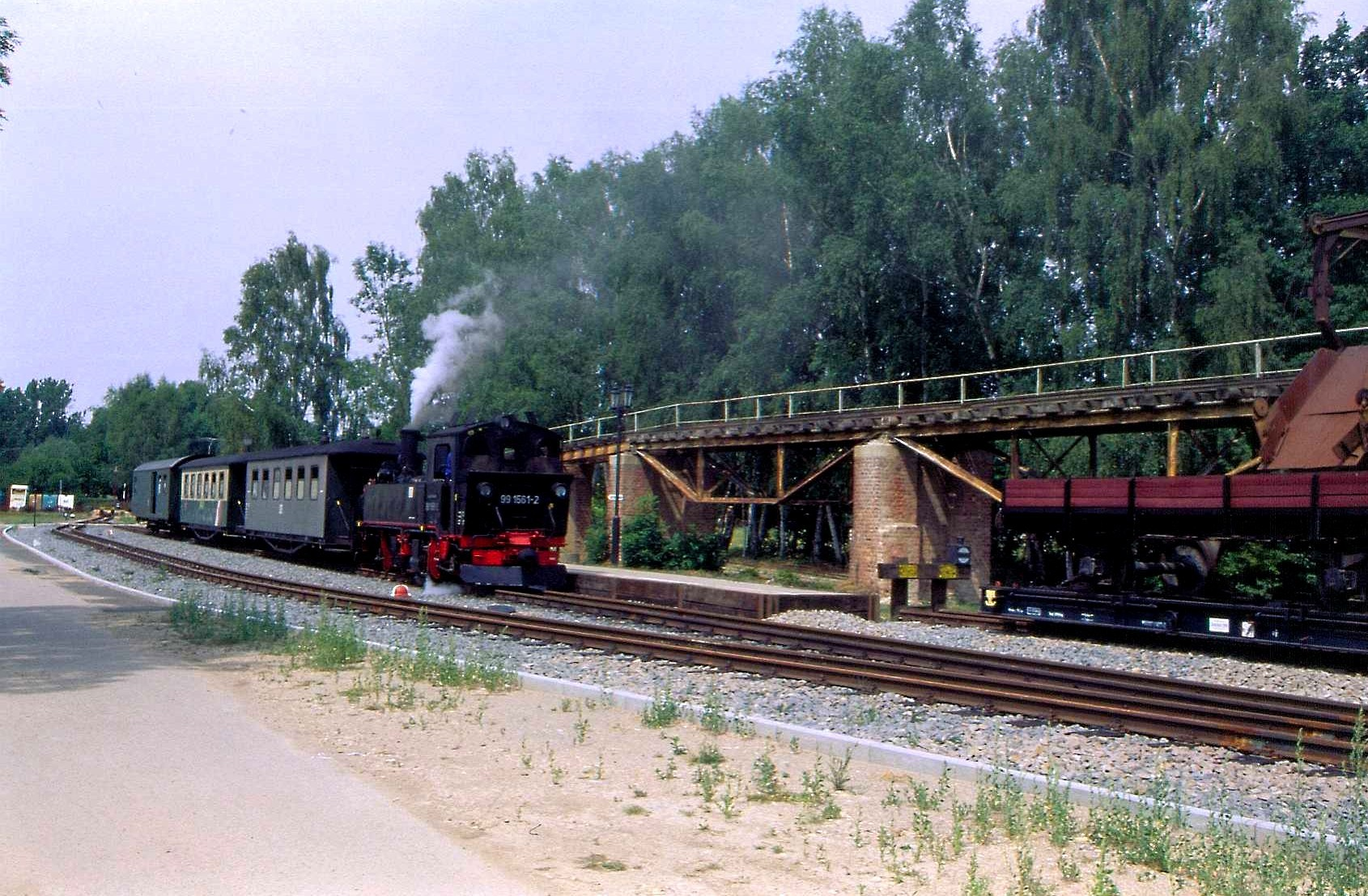
Дикий Роберт

Мирная революция 1989 года также оставила в Мюгельне свои последствия. Из-за очень слабой посещаемости городского совета Мюгельна 7 декабря 1989 года и городского комитета Национального Фронта, который больше не функционировал, а также демократического блока, общественным органом в Мюгельне стал круглый стол. Этот комитет, в котором могли работать представители всех партий и организаций Мюгельна, созданных тогда и позднее, начал свою работу 18 декабря 1989 года. Он считался консультативным органом городского совета Мюгельна. В заседании приняли участие 30 граждан. Круглый стол проходил под председательством его инициаторов, г-на С. Шенхерра, председателя первичной организации НДПГ в Мюгельне, г-на Б. Бринка, мэра Мюгельна и члена СЕПГ-ПДС, а также г-на У. Бюргера, члена евангелического церковного совета Мюгельна и члена НДПГ. Затем последовало вступление в должность избранных городских советников и мэра. Произошло возрождение традиционных клубов Мюгельнера. В 1993 году была основана компания Дельницбангезельшафт (Döllnitzbahngesellschaft) для продолжения эксплуатации узкоколейной железной дороги "Дикий Роберт". Тогдашний госсекретарь Вольфганг Целлер передал управляющему директору Дельницбан Мешедер (Döllnitzbahn Mescheder) на станции Мюгельн управляющую лицензию Саксонии на «первый не федеральный железнодорожный общественный транспорт» в свободном государстве.

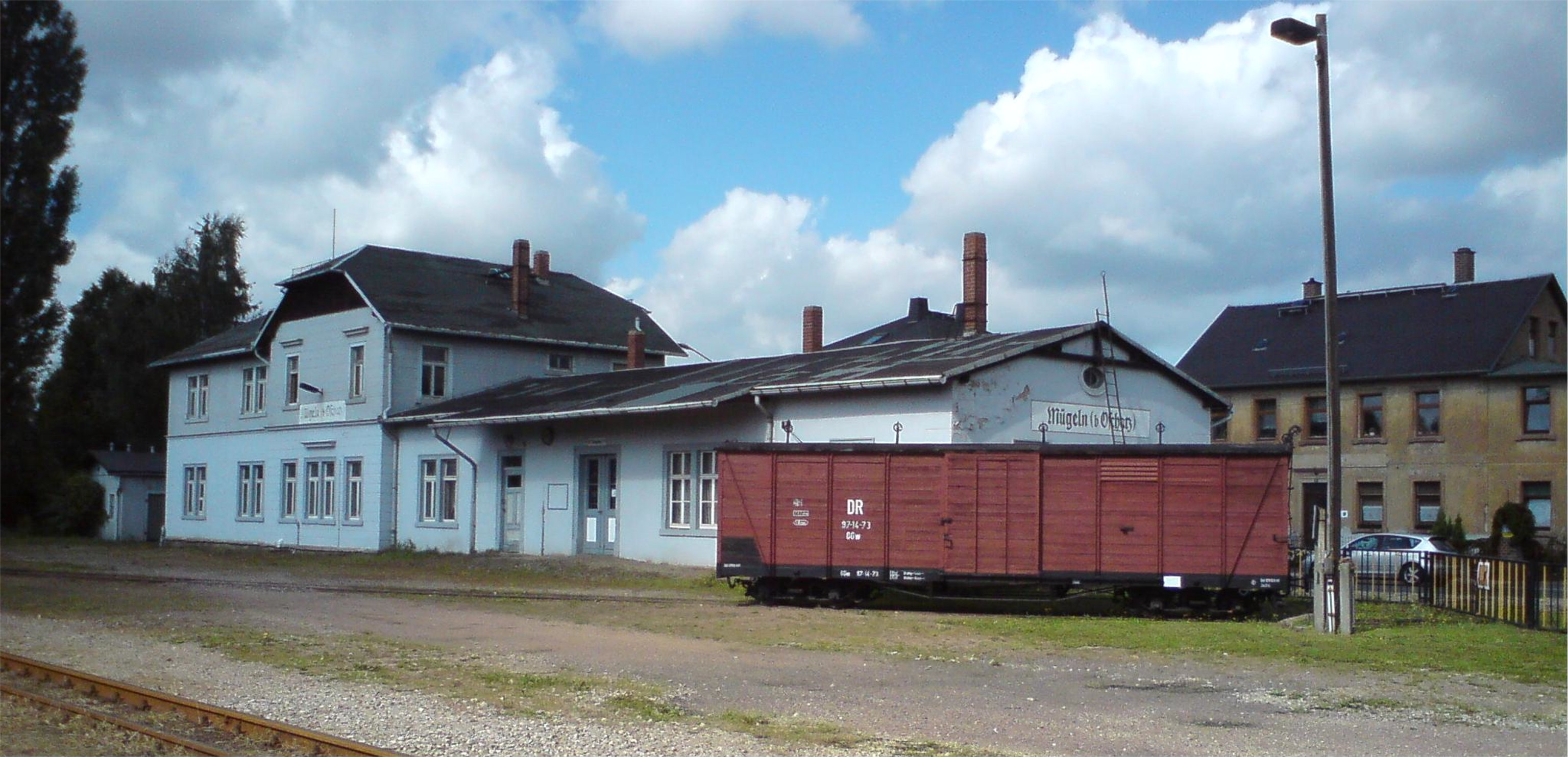
Вокзал Мюгельна (2011)

В 1994 году в рамках административной реформы Мюгельн был включен в состав района Торгау-Ошац, хотя большинство граждан проголосовали за включение в район Дебельн. Кроме того, 18 мая 1996 года епископом Дрезден-Мейсенской церкви Иоахимом Рейнельтом была открыта новая католическая церковь на Дёбельнер-штрассе (Döbelner Straße). Около полумиллиона марок затрат на строительство были вложены в здание бывшиго муниципального детского сада в Мюгельне, эти средства были совместно собраны епархией Дрезден-Майсен и церковной общиной Мюгельна.
В 1995 году было возобновлено пассажирское движение на узкоколейной дороге Ошац - Альтмюгельн. Фонтан на Альтмаркт (Altmarkt) со статуей Генриха фон Мюгельна был официально открыт 20 августа 2005 года. После того, как история Генриха была проинтерпретирована господином Земе, стрелковый клуб города Мюгельн трижды произвел салют. 
В ночь на 19 августа 2007 года были совершены акты насилия и ксенофобии в ходе городского фестиваля: немцы преследовали группу из восьми человек, которые были индийскими текстильщиками. Беспорядки в Мюгеле были публично связаны с правым экстремизмом, так как в ходе беспорядков выкрикивались расистские и ксенофобские лозунги. В результате последовавшего за этим судебного процесса четверо молодых немцев были осуждены за антиобщественное поведение и нанесение побоев, но в 2009 году судья в Ошаце не смогла доказать праворадикального характера противозаконных действий. 
В апреле 2010 года город снова оказался в центре внимания из-за отмены клубом  Мюгельн-Аблас (Mügeln-Ablaß) игры окружного класса против Ротер Штерн Ляйпциг (Roter Stern Leipzig) из-за антисемитских выкриков и праворадикальных лозунгов.

### Объединение муниципалитетов
В 1959 году муниципалитеты Альтмюгельн, Крелленхайн, Шлагвиц и Бернтиц были включены в состав Мюгельна. В 1994 году был присоединен муниципалитет Швета, 1 января 2011 года - Зорнциг-Аблас.

### Рост населения
Население города неуклонно росло, но после иногда обнаруживался некоторый спад, к примеру, после Мирной революции.
| Год  | Число жителей       |
| 1581 | 147 землевладельцев |
| 1748 | 93 дома             |
| 1834 | 1.354               |
| 1871 | 2.525               |
| 1890 | 2.520               |
| 1910 | 3.003               |
| 1925 | 3.119               |

| Год  | Число жителей |
| 1939 | 3.273         |
| 1946 | 4.638         |
| 1950 | 4.309         |
| 1960 | 5.620         |
| 1964 | 5.667         |
| 1990 | 4.622         |

| Год  | Число жителей |
| 2002 | 4.940         |
| 2003 | 4.910         |
| 2004 | 4.859         |
| 2007 | 4.642         |
| 2012 | 6.309         |
| 2013 | 6.190         |

## Политика

### Муниципальный совет
После выборов в муниципальный совет 26 мая 2019 года 18 мест в совете распределились между отдельными партиями следующим образом:
| Партия / список               | количество мест |
| СДПГ                          | 3               |
| ХДС                           | 3               |
| Левая партия                  | 1               |
| СвДП                          | 1               |
| Альтернатива для Германии     | 4               |
| Свободные избиратели, Мюгельн | 4               |
| местный список, Мюгельн/Аблас | 2               |

### Города-побратимы
В 2000 году Мюгельн стал побратимом с муниципалитетом Бодман-Людвигсхафен на Боденском озере в Баден-Вюртемберге.

## Известные уроженцы и жители
- Генрих Мюглинский (около 1319 — около 380) – немецкий поэт, летописец, переводчик, один из основателей мейстерзингерства.
- Христиан Георг Шморль (1861—1932) — немецкий врач и патолог.